# Kasja (poetka)
Kasja (ur. około 810, zm. 867) – poetka bizantyńska, mniszka; autorka kilkudziesięciu pieśni o tematyce religijnej i świeckiej, sentencji, epigramów; zwolenniczka ikonodulizmu.

## Postać
Sześciu pisarzy z następnych wieków przekazało informacje o osobie i twórczości Kasji: Jerzy Mnich (IX w.), anonimowy autor kompilacji Starożytności Konstantynopola z IX stulecia, przypisywanej Jerzemu Kodinowi (XIV w.), Leon Gramatyk (X w.), Symeon Magister (X w.), Michał Glykas (XII w.) i Jan Zonaras (XII w.). Jej imię pojawia się u nich w kilku różnych wersjach: "Kassja", "Kassjane", "Ejkasja", "Ikasja". Opowiadają oni o legendarnym niemal wydarzeniu, które miało miejsce około 830 roku i zdecydowało o dalszych losach Kasji. Na tej podstawie określa się datę jej urodzenia na okolice 810 roku.
Wedle przekazanego opowiadania cesarzowa Eufrozyna zebrała najpiękniejsze dziewczęta z całego państwa, by spośród nich wybrać żonę dla swojego pasierba, Teofila. Przedstawiła mu wszystkie kobiety zebrane w pałacu i wręczyła złote jabłko, by ofiarował je tej pannie, która mu się najbardziej spodoba. Młody cesarz podszedł do Kasji i zgodnie z tradycją zadał jej przypadkowe pytanie: W jaki sposób z winy kobiety powstało wszelkie zło? Zapytana zamiast skromnie milczeć, jak wymagała dworska etykieta, odrzekła rezolutnie: Ale dzięki kobiecie powstało również dobro. Urażony Teofil wręczył jabłko Teodorze z Paflagonii. Kasja natomiast założyła klasztor, poświęcając się kontemplacji i twórczości poetyckiej.

## Twórczość religijna
Z bogatej spuścizny literackiej Kasji zachowało się jedenaście jej idiomelów i sticherów, m.in. Na Narodziny Chrystusa, Na Wielki Czwartek, tetraodion Na Wielką Sobotę, utwór Panie, wśród licznych błędów moich oraz liczne hejrmoj i kanony, z których zachował się jeden, O zmarłych. Kasja jest też autorką oryginalnego wiersza, w którym porównuje państwo Chrystusa z Cesarstwem Rzymskim, wskazując, że jak August podporządkował sobie wszystkich władców ziemskich, tak Chrystus uczynił z bogami.

## Twórczość świecka
Do twórczości świeckiej Kasji należą sentencje i epigramy, pisane w metrum jambicznym. Spośród 97 epigramów 16 opisuje złe charaktery ludzkie, przede wszystkim głupotę, przywary Armeńczyków, wady kobiet. Kasja piękno kobiet uważała za dopust Boży, a brzydotę — za ich największą klęskę osobistą. Inne epigramaty przynoszą uwagi poetki o szczęściu, piękności, sławie i bogactwie. Zbiór epigramów kończy utwór o budowie anaforycznej; każdy wers zaczyna się 
słowem "mnich" (monachós), lub "życie mnisze" (bios monastu). Jego tematem jest wzniosłość życia klasztornego. Inny wiersz Kasji, również zbudowany na zasadzie anaforycznej, składa się z 27 trymetrów. Na początku każdego wiersza pojawia się słowo "nienawidzę" (miso). Wiersze Kasji wyróżniają się elegancją, subtelnością, delikatnym obrazowaniem i dużą trzeźwością w ocenie współczesnego jej świata.